# 副仑
副仑（?—?），晋朝铁弗匈奴人，右贤王去卑之孙，北部帅刘猛之子，住在新兴郡虑虒之北。

## 称谓
北方人称匈奴父鲜卑母所生的人为“铁弗”。

## 生平
刘猛在271年，叛离西晋，被晋军杀死，副仑投奔拓跋部代国。

## 家庭

### 祖父
- 刘去卑，匈奴右贤王。

### 父
- 刘猛，匈奴右贤王。

### 叔父
- 诰升爰，代领铁弗部落，是赫连勃勃的高祖父。

### 兄弟
- 刘路孤，创立匈奴独孤部。